# HAT-P-41
HAT-P-41 är en dubbelstjärna belägen i den mellersta delen av stjärnbilden Örnen. Den har en skenbar magnitud av ca 11,36 och kräver ett teleskop för att kunna observeras. Baserat på uppmätt parallax enligt Gaia Early Data Release 3 på ca 2,85 mas beräknas den befinna sig på ett avstånd av ca 1 145 ljusår (ca  351 parsec) från solen. Den rör sig bort från solen med en heliocentrisk radialhastighet av ca 33 km/s.

## Egenskaper
Primärstjärnan HAT-P-41 A är en gul till vit stjärna i huvudserien av  spektralklass F9 V, Den har en massa av ca 1,4 solmassor, en radie av ca 1,7 solradier och har en effektiv temperatur av ca 6 400 Jämfört med solen är HAT-P-41 anrikad på tunga element, med ett metallicitetsindex Fe/H på 0,21 ± 0,10, men är mycket yngre med en ålder av ca 2,2 miljarder år.
Den potentiella följeslagaren upptäcktes samtidigt med planetupptäckten 2012. En multiplicitetsstudie 2015 bekräftade en svag följeslagare av spektralklass sen K till tidig M, med en sannolikhet på 14 procent att vara en bakgrundsstjärna. År 2020 drogs slutsatsen att den potentiella följeslagaren troligen är gravitationsbunden.

## Planetsystem
År 2012 upptäcktes en exoplanet, HAT-P-41b, i en snäv, cirkulär bana kring primärstjärnan. Planetbanan är något förskjuten mot stjärnans ekvatorialplan med en avvikelse av −22,1 +0,8−6,0 grader.
Transmissionsspektrumet för HAT-P-41b taget 2020 har resulterat i motstridiga tolkningar. Ett team har dragit slutsatsen att planetens atmosfär är metallrik, med tydliga vattensignaturer och absorptionsband från natrium-, aluminium-, titan- och vanadinföreningar. Ett annat team har tolkat resultaten som att de härrör från en tät väteatmosfär utan detekterbara tunga element, men med betydande jonisering. Atmosfären verkar också innehålla betydande moln och dis. Varken tunga elementföreningar eller H⁻-jonopacitet hittades i 2022 års studie.
Planetens jämviktstemperaturen ligger inom intervallet 1 700–1 950 K , och dagtemperaturen har uppmätts till 1 622 ± 125 K.
| Planet | Massa                 | Halv storaxel (AE) | Siderisk omloppstid (d) | Excentricitet | Inklination | Radie                 |
| ------ | --------------------- | ------------------ | ----------------------- | ------------- | ----------- | --------------------- |
| b      | 0,795 +0,056−0,091 MJ | 0,04258 ± 0,00047  | 2,694047 ± 0,000004     | <0,22         | 87,7 ± 1,0° | 1,685 +0,076−0,051 RJ |